# 003 (album)
003 je treći studijski album novosadskog kantautora Đorđa Balaševića. Objavljen je 1985. godine. Ističu se pjesme „Al' se nekad dobro jelo”, „Slovenska”, „Olivera”, te „Badnje veče”.

## Popis pjesama
1. Noć kada sam preplivao Dunav (3:58)
2. Baby blue (2:40)
3. Morao sam da se odselim (3:31)
4. Bela lađa (3:00)
5. Al' se nekad dobro jelo (3:48)
6. Slovenska (4:28)
7. Mani me se, lepa Nasto (2:39)
8. Olivera (3:26)
9. Put u središte Zemlje (2:46)
10. Badnje veče (3:11)